# My Heart Will Always Be the B-Side to My Tongue
Albums de Fall Out Boy
Take This to Your Grave
(2003) From Under the Cork Tree
(2005)
My Heart Will Always Be B-Side to My Tongue est un EP de Fall Out Boy, comprenant un DVD, sorti le 18 mai 2004.

## Titres de l'album

### CD
| No | Titre                                                                | Durée |
| -- | -------------------------------------------------------------------- | ----- |
| 1. | My Heart Is the Worst Kind of Weapon                                 | 3:22  |
| 2. | It's Not a Side Effect of the Cocaine. I Am Thinking It Must Be Love | 2:11  |
| 3. | Nobody Puts Baby in the Corner                                       | 3:33  |
| 4. | Love Will Tear Us Apart (reprise de Joy Division)                    | 3:22  |
| 5. | Grand Theft Autumn/Where Is Your Boy (Acoustique)                    | 3:12  |

### DVD
1. The Story
2. The Videos
3. Performances (Acoustic)
4. The Cutting Room Floor
5. Extras